# Imelda Marcos
Imelda Romualdez Marcos (Manilla, 2 juli 1929) is de weduwe van de voormalige president van de Filipijnen Ferdinand Marcos en de moeder van president Ferdinand Marcos jr.. Zij is in de Filipijnen een invloedrijk politiek figuur. Ze staat wel bekend als de "steel butterfly" (stalen vlinder) en werd over de hele wereld berucht na de ontdekking van haar enorme verzameling schoenen, jurken en juwelen na de vlucht van de familie Marcos uit Malacañang Palace na een volksopstand in 1986. Na enkele jaren in ballingschap op Hawaï, overleed Ferdinand. Kort daarna mocht ze terugkeren naar de Filipijnen. In de jaren negentig toonde ze haar politieke ambities door zich zowel in 1992 als in 1998 – zonder succes – verkiesbaar te stellen voor het presidentschap. Ze was wel succesvol bij de verkiezingen van 1995, 2010, 2013 en 2016 waarin ze telkens voor drie jaar werd gekozen als lid van het Filipijns Huis van Afgevaardigden.

## Vroege levensloop
Imelda Romualdez werd geboren in het San Juan de Dios-ziekenhuis in Manilla als dochter van Vicente Romualdez en Remedios Trinidad. Haar vader was de derde zoon van Daniel Romualdez en Trinidad Lopez. Diens oudere broers waren Norberto Romualdez sr., een politicus en rechter van het Filipijns hooggerechtshof, en Miguel Romualdez, burgemeester van Manilla en parlementslid. Zelf was hij meer geïnteresseerd in muziek en cultuur dan in politiek. Samen met zijn twee broers had hij een advocatenkantoor in Manilla. Haar moeder was de tweede vrouw van Vicente Romualdez, wiens eerste vrouw was overleden. Zij was een kleermaakster die opgroeide in een weeshuis in Manilla.
Imelda bracht haar jeugd door in het district San Miguel, dicht bij het paleis waar ze later als presidentsvrouw lang zou wonen. Haar familie woonde er in de buurt van de San Miguel-kerk totdat haar moeder overleed. Op dat moment besloot vader Vicente om weer terug te verhuizen naar hun familie op Leyte.
Imelda stond in haar jeugd bekend om haar schoonheid. Op 18-jarige leeftijd werd ze gekroond tot "Roos van Tacloban" en werd ze Miss Leyte. In 1953 vertrok ze naar Manilla waar de toenmalige burgemeester Arsenio Lacson haar tot "Muze van Manilla" benoemde na haar protest naar aanleiding van haar verlies in de verkiezing tot Miss Manilla.

## Haar leven met Ferdinand Marcos
In 1954 ontmoette Imelda bij een bezoek aan een sessie van het Filipijns Huis van Afgevaardigden Ferdinand Marcos. Marcos, afkomstig uit de noordelijke provincie Ilocos Norte en in zijn tweede termijn als afgevaardigde, was onder de indruk van Imelda en liet zich in de cafetaria van het gebouw aan haar voorstellen. Het verhaal gaat dat Marcos direct bij deze eerste ontmoeting al zou hebben gezegd “Met haar ga ik trouwen”. Na een zeer korte verkeringstijd van slechts elf dagen trouwde het stel in het bijzijn van een rechter in La Trinidad. Twee weken later, op 1 mei 1954, vond de kerkelijke inzegening in Manilla plaats met daarbij aanwezig onder anderen president Diosdado Macapagal.

### Moeilijke eerste periode
Gedurende de eerste periode van haar huwelijk met Marcos had Imelda het moeilijk. Marcos oefende grote druk op haar uit om haar om te vormen tot het ideale rolmodel van de vrouw van een Filipijns politicus. Ze moest ineens een huishouden bestieren met zo’n 35 man personeel waar dagelijks tientallen gasten bleven lunchen en dineren. In september 1955 overleed bovendien haar vader, die bij hen was ingetrokken, aan de gevolgen van longkanker. Twee maanden later werd hun eerste kind Imee geboren.
Kort nadat Marcos in 1957 voor een derde termijn als afgevaardigde was gekozen, kreeg ze een zenuwinzinking. Marcos liet haar opnemen in het Presbyterian Hospital, een psychiatrisch ziekenhuis in New York. Na een verblijf van drie maanden in het ziekenhuis keerde ze weer terug en ging het langzaam beter. Aan het einde van dat jaar werd hun tweede kind Ferdinand jr. geboren. Het jaar erop was ze voldoende hersteld om actief mee te helpen in de campagne om Marcos gekozen te krijgen in de Senaat. Ze ging met hem op rondreis door het land en hield korte toespraken en zong populaire liefdesliedjes voor het publiek. De campagne bleek succesvol en Marcos werd gekozen met de meeste stemmen van alle kandidaten. Het jaar erop beviel Imelda van haar derde kind, Irene.

### Presidentsverkiezingen
De politieke carrière van Marcos verliep voorspoedig. Nadat hij in 1963 tot voorzitter van de Filipijnse Senaat gekozen was, wilde hij bij de verkiezingen van 1965 een gooi doen naar het presidentschap. Om dit te bereiken was hij echter gedwongen over te stappen naar de Nacionalista Party, omdat zittend president Diosdado Macapagal zich namens de Liberal Party herkiesbaar wilde gaan stellen.
Allereerst diende Marcos de nominatie namens de Nacionalista Party binnen te slepen. Imelda had voor de partijconventie op 21 november 1964 een groep van zeventien dames samengesteld, die hen hielpen bij het uitdelen van brochures en broodjes. Ze droegen witte kimono's met blauwe saches met het woord Marcos erop. Marcos slaagde erin met hulp van zijn vrouw en de charmante "Blue Ladies", zoals ze later genoemd zouden worden, maar ook door het uitdelen van enveloppen met geld erin, de nominatie binnen te slepen. De volgende stap was het binnenhalen van een politicus met een grote achterban voor de post van vicepresident. Hiervoor hadden ze een van de tegenstanders bij de conventie op het oog, voormalig vicepresident Fernando Lopez. Het geld en de stemmen die Marcos met de Lopez-familie aan boord zou halen, zouden erg belangrijk zijn. Lopez weigerde echter in eerste instantie en het was uiteindelijk Imelda, die door een zeer indringend en emotioneel verzoek Lopez over de streep trok.
Na de conventie begon de harde campagne voor het presidentschap. De Marcossen waren erg populair bij een groot deel van het volk. Marcos, met zijn daadkrachtige speeches en status als oorlogsheld, met zijn jonge energieke vrouw Imelda spraken de mensen meer aan dan de wat oudere Diosdado Macapagal en zijn vrouw Eva. Het aantal Blue Ladies van Imelda was inmiddels opgelopen tot meer dan honderd. De verslechterende omstandigheden in de Filipijnen onder de arme bevolking deden veel kiezers bovendien verlangen naar verandering. Ferdinand en Imelda Marcos reisden maandenlang achtereen door het hele land. Vaak splitsten ze op om maar zo veel mogelijk kiezers te bereiken. Imelda hield korte toespraken en zong voor het toegestroomde publiek. Bij de verkiezingen op 7 november 1965 zou Marcos uiteindelijk ongeveer 705.000 stemmen meer binnenhalen dan zijn opponent. Marcos verklaarde na de verkiezingen dat hij zeker één miljoen stemmen aan zijn vrouw te danken had.

### First lady van de Filipijnen

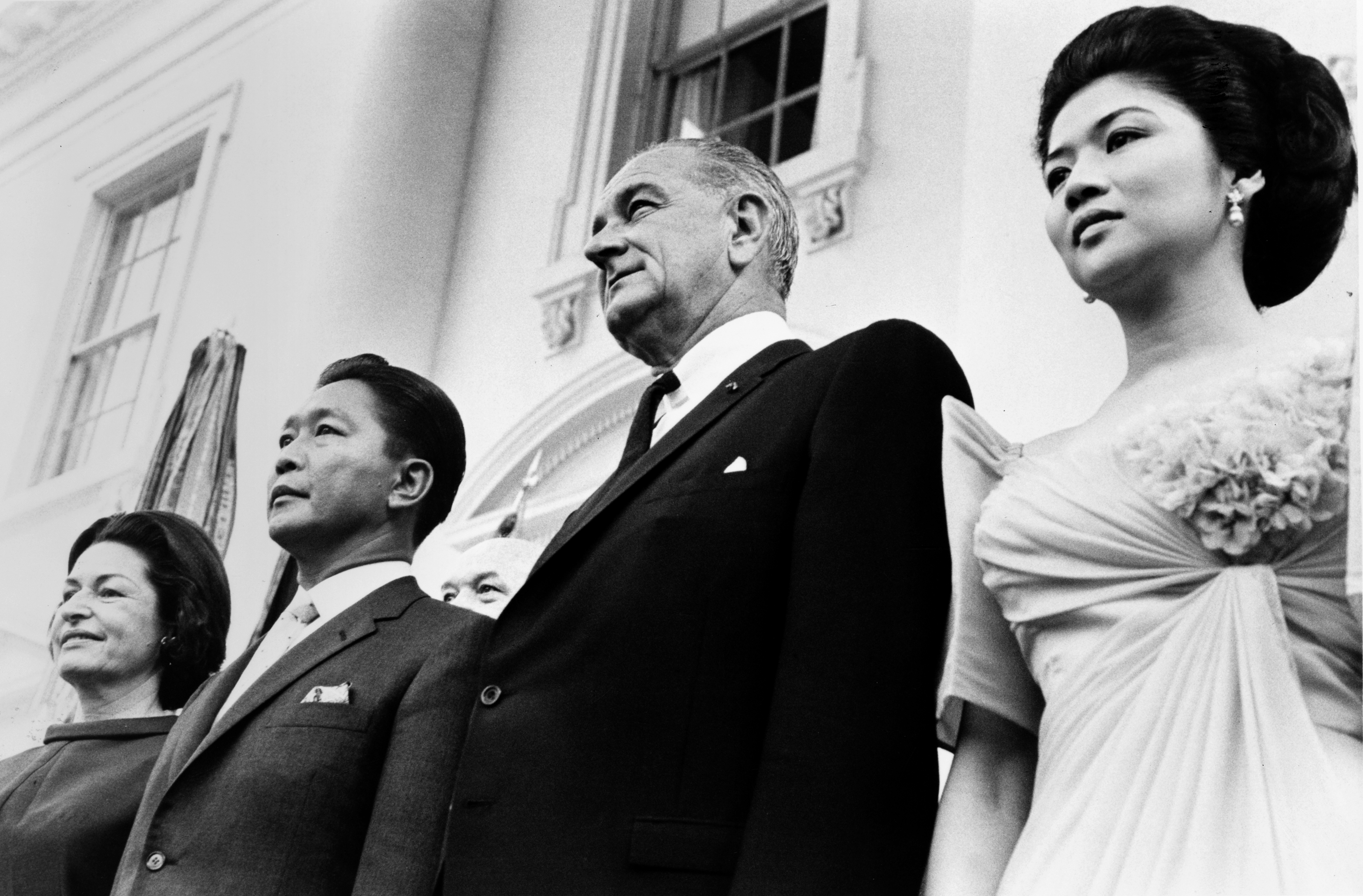
Imelda en Ferdinand met de Johnsons tijdens hun eerste staatsbezoek aan de VS in 1966

Op 30 november 1965 werd Ferdinand Marcos geïnaugureerd als de 10e president van de Filipijnen. Imelda's meeleven met de burgerbevolking leverde haar de titel “Moeder van de Natie” op. In latere jaren verdween de sympathie voor haar compassie echter, omdat haar luxueuze levensstijl sterk contrasteerde met de situatie van het grootste deel van de bevolking.

#### Cultural Center
In de eerste ambtstermijn van Marcos begon Imelda aan een ambitieus project. Ze wilde in Manilla een cultureel centrum laten bouwen dat niet zou hoeven onder te doen voor moderne culturele centra in westerse landen. Kort na Marcos' inauguratie begon ze met het plannen van het project. De bedoeling was dat het gebouw klaar zou zijn voor de volgende presidentiële verkiezingen in 1969. Architect Leandro Locsin kwam met een ontwerp. Het plan werd in eerste instantie enthousiast ontvangen, maar naarmate de beoogde einddatum naderde, werd duidelijk dat het cultureel centrum veel meer zou gaan kosten dan de oorspronkelijk begrote 4 miljoen US$. Aan het einde van 1968, toen het centrum voor driekwart klaar was, was reeds meer dan het dubbele uitgegeven. De oppositie onder leiding van senator Benigno Aquino jr. hekelde het project. De arme bevolking had volgens hen behoefte aan eten en drinken en niet aan een duur cultureel centrum. Uiteindelijk werd het project voor Imelda een succes. Het centrum werd twee maanden voor de verkiezingen, op 10 september 1969, geopend. Namens de Amerikaanse regering kwam gouverneur Ronald Reagan om de opening op te luisteren. Het zou het begin zijn van een langdurige goede relatie tussen Reagan en de Marcossen.

#### The Beatles
In juli 1966 vond een incident plaats rondom het optreden van The Beatles in Manilla. Imelda had de bandleden uitgenodigd op het paleis, maar deze sloegen de uitnodiging af. Imelda nam ze deze weigering niet in dank af, want nadat het incident op televisie was uitgezonden, verdween plotseling alle beveiliging rondom de band. Bovendien werd manager Brian Epstein op het vliegveld gedwongen om de opbrengsten van het optreden af te geven voordat de Beatles per vliegtuig mochten vertrekken.

#### Dovie Beams
In 1970 werd Imelda ernstig in verlegenheid gebracht toen de Amerikaanse actrice Dovie Beams bekendmaakte een affaire te hebben gehad met Marcos. Beams had Marcos leren kennen nadat ze was ingehuurd om mee te werken aan de film Maharlika over de oorlogsdaden van Marcos. Als bewijs van de affaire liet ze op de door haar belegde persconferentie een geluidsopname horen van haar en Marcos in bed. Volgens Beams liet ze het fragment horen om te voorkomen dat Marcos haar zou laten vermoorden. Het nieuws zou de Filipijnse pers lang blijven beheersen en zou een keerpunt zijn geweest in de relatie tussen Ferdinand en Imelda Marcos. Imelda zou vanaf dat moment veel meer haar eigen koers gaan varen zonder dat Marcos haar kon controleren. Langzamerhand vergrootte ze nadien haar machtsbasis.

#### Staat van beleg
In zijn tweede en laatste termijn als president riep Marcos op 21 september 1972 de staat van beleg uit. Korte tijd daarna overleefde Imelda een aanslag op haar leven. Op 7 december 1972 werd ze met een mes aangevallen tijdens een prijsuitreiking die live op televisie werd uitgezonden. De aanvaller, een 27-jarige landmeetkundig ingenieur, werd ter plekke door beveiligingsmensen doodgeschoten. Imelda liep wonden aan handen en armen op en moest in het ziekenhuis worden opgenomen, waar ze drie dagen later werd ontslagen.
Gedurende de periode van de staat van beleg raakte Imelda steeds meer betrokken bij het bestuur van het land. Zo werd ze benoemd tot minister voor Volkshuisvesting, gouverneur van Metro Manilla en ambassadeur. In 1978 werd ze gekozen als lid van het nieuwe Filipijnse parlement (het (interim) Batasang Pambansa) als afgevaardigde van National Capital Region.

#### Toenemende extravagantie
In deze periode werd de levensstijl van Imelda steeds extravaganter. Zo reisde ze regelmatig naar steden als New York, Rome en Kopenhagen waar miljoenen dollars aan winkelen uitgegeven werden. In 1983 stuurde ze een vliegtuig naar Australië om wit zand te halen voor een nieuw vakantieresort. Ze kocht diverse grote gebouwen in Manhattan, zoals de Crown Building voor 51 miljoen dollar en het Herald Centre voor 60 miljoen dollar. Ze verzamelde een grote kunstcollectie met daarbij werken van Michelangelo, Botticelli en Canaletto. De kritiek op haar extravagantie deed ze af met de opmerking dat het haar ”plicht was om als een licht, een ster, te zijn om [de armen] als voorbeeld te dienen”.

#### De moord op Benigno Aquino
In 1983 liet oppositieleider Benigno Aquino jr. weten dat hij wilde terugkeren in de Filipijnen. Daarop zocht Imelda Aquino op in New York en probeerde hem op alle mogelijke manieren van gedachten te laten veranderen. Ze gaf aan dat hij weer de gevangenis in zou moeten. Hij zou het gevaar lopen vermoord te worden. Toen dit geen effect had, bood ze hem geld aan, maar ook dat deed Aquino niet van gedachten veranderen. Als Marcos – wiens gezondheid sterk achteruitging – zou komen te overlijden, vreesde hij dat het leger onder leiding van Fabian Ver de macht zou overnemen. Mogelijk zou Imelda met hun hulp als opvolger van haar man geïnstalleerd worden. De Filipijnen zouden daarna nog verder afglijden. Hij wilde derhalve proberen om in de Filipijnen zijn politieke machtsbasis te vergroten om invloed uit te kunnen oefenen als het moment daar was. Op 25 augustus 1983 kwam Aquino aan, na een vlucht met diverse tussenstops om het risico te minimaliseren. Hij werd begeleid door diverse buitenlandse journalisten en had een kogelvrij vest aan. Desondanks werd Aquino, nog voor hij voet op Filipijnse bodem kon zetten, onder aan de vliegtuigtrap van achteren door zijn hoofd geschoten. Direct daarna werd zijn vermeende moordenaar doodgeschoten.
De dood van Aquino veroorzaakte veel opschudding in de Filipijnen en was een ommekeer in de houding van het volk tegen het Marcos-regime. De begrafenisstoet werd door 2 miljoen mensen bijgewoond en in de maanden na zijn dood waren er veel demonstraties. Marcos verklaarde dat de moord was gepleegd in opdracht van de communisten, maar dat verhaal werd door niemand serieus genomen. Veel mensen dachten dat de Marcossen bij de moord betrokken waren. Deze betrokkenheid is echter nooit bewezen. Marcos zou op het moment van de aanslag ernstig ziek zijn geweest. Bovendien dachten velen dat hij veel te slim was om zijn grote tegenstander op een dergelijke openlijke manier uit te schakelen. Fabian Ver zou bij het rapporteren van het nieuws van de aankomst van Aquino tegen Imelda hebben gezegd: "Ik regel het wel." Waarop zij zou hebben gezegd: "Ga je gang." Een door Marcos ingestelde waarheidscommissie onder leiding van Corazon Agrava, van wie tegenstanders van Marcos verwachtten dat zij Marcos naar de mond zou praten, kwam uiteindelijk na een jaar onderzoek inderdaad tot de conclusie dat enkele Filipijnse militairen verantwoordelijk waren voor de moord. De commissie kon het niet eens worden over de vraag of ook Fabian Ver erbij betrokken was geweest en kwam daarom met twee verschillende rapporten. In de officiële versie werden zeven militairen genoemd. In een tweede versie, geschreven zonder voorzitter Agrava, werden nog 18 militairen onder wie Fabian Ver verantwoordelijk geacht. Ver werd daarop uit zijn functie als stafchef ontheven. Weer enige tijd later, op 2 december 1985, werden de militairen echter door de Sandiganbayan vrijgesproken en werd Ver weer benoemd in zijn oude functie.
Toen Marcos in februari 1986 door de EDSA-revolutie gedwongen werd af te treden, vestigde de familie Marcos zich in de Amerikaanse staat Hawaï.

### Speurtocht naar weggesluisd geld
Na de vlucht van Marcos werd door de regering-Aquino de Philippine Presidential Commission on Good Government ingesteld met de doelstelling zo veel mogelijk van de illegaal verkregen banktegoeden en andere bezittingen van de Marcossen op te sporen en terug te vorderen ten behoeve van het Filipijnse volk. De Commissie, die in eerste instantie geleid werd door Jovito Salonga, stond voor een moeilijke opdracht. Marcos had gebruikgemaakt van een groot netwerk van vertrouwelingen en bedrijven, waardoor direct bewijs moeilijk te verkrijgen was. De Zwitserse overheid werkte in eerste instantie goed mee door de verdachte banktegoeden te bevriezen ten behoeve van het onderzoek. Na verloop van tijd stelden de Zwitsers zich echter op het standpunt dat strafrechtelijk bewezen zou moeten worden dat Marcos het geld op illegale wijze verkregen zou hebben. Dit was echter een probleem, omdat Marcos volgens de nieuwe grondwet slechts in de Filipijnen zou kunnen worden berecht. President Corazon Aquino weigerde echter de voormalige dictator terug te laten keren naar het land.
Eind 1988 kwam er een nieuwe mogelijkheid voor veroordeling van Marcos in een strafzaak toen Imelda en Ferdinand Marcos en enkelen van hun partners in de Verenigde Staten werden aangeklaagd. In de aanklacht werden de Marcossen ervan beschuldigd met hulp van diverse partners en vertrouwelingen meer dan 200 miljoen US$ uit de Filipijnse schatkist te hebben weggesluisd en geïnvesteerd in juwelen, kunst en vier gebouwen en appartementen in New York. Ferdinand Marcos kon niet meer worden gehoord in deze zaak. Hij was in die tijd al te ziek om naar New York te reizen en zou in 1989 overlijden. Imelda werd wel gehoord. Zij ontkende de aantijgingen en hield vol onschuldig te zijn. Op haar 61e verjaardag, 2 juli 1990, volgde de uitspraak in deze veelbesproken rechtszaak. De jury achtte niet bewezen dat Imelda Marcos betrokken was geweest bij de illegale activiteiten.

## De weduwe Marcos

### Terugkeer in de Filipijnen
Eind 1991 kreeg Imelda van de regering Aquino de toestemming om terug te keren naar de Filipijnen. Op maandag 4 november 1991 was ze, ondanks de door de Filipijnse autoriteiten tegen haar aangespannen rechtszaken, na vijfenhalf jaar weer terug in het land dat ze in 1986 ontvluchtte. Het lichaam van Ferdinand had ze op last van de regering echter op Hawaï moeten achterlaten. Bij haar terugkeer werd ze op het vliegveld van Manilla en langs de route naar de stad verwelkomd door tienduizenden Marcos-aanhangers.

### Politieke ambities
Direct na afloop van de rechtszaak maakte Imelda in de rechtszaal bekend dat ze later dat jaar bij de verkiezingen van 1992 mee zou doen aan de presidentsverkiezingen. Ze eindigde bij de verkiezingen op een vijfde plaats met 2.338.294 stemmen, ruim achter minister van Defensie Fidel Ramos. Mogelijk speelde het haar parten dat de stemmen van aanhangers van Ferdinand Marcos verdeeld werden tussen haar en een voormalige vertrouweling van Marcos, Eduardo Cojuangco jr., die met 4.116.376 stemmen op de derde plaats eindigde. Bij de volgende verkiezingen in 1995 won ze een zetel in het Filipijnse Huis van Afgevaardigden als afgevaardigde van het eerste kiesdistrict van Leyte. Vijftien jaar later werd ze bij de verkiezingen van 2010 opnieuw gekozen als lid van het Huis van Afgevaardigden, ditmaal als afgevaardigde van het 2e kiesdistrict van Ilocos Norte. Voor deze post werd ze bij de verkiezingen van 2013 en 2016 herkozen tot ze in 2019 na drie opeenvolgende termijnen niet meer herkozen kon worden. Ze stelde zich in 2019 ook niet meer verkiesbaar voor andere politieke functies.

### Rechtszaken

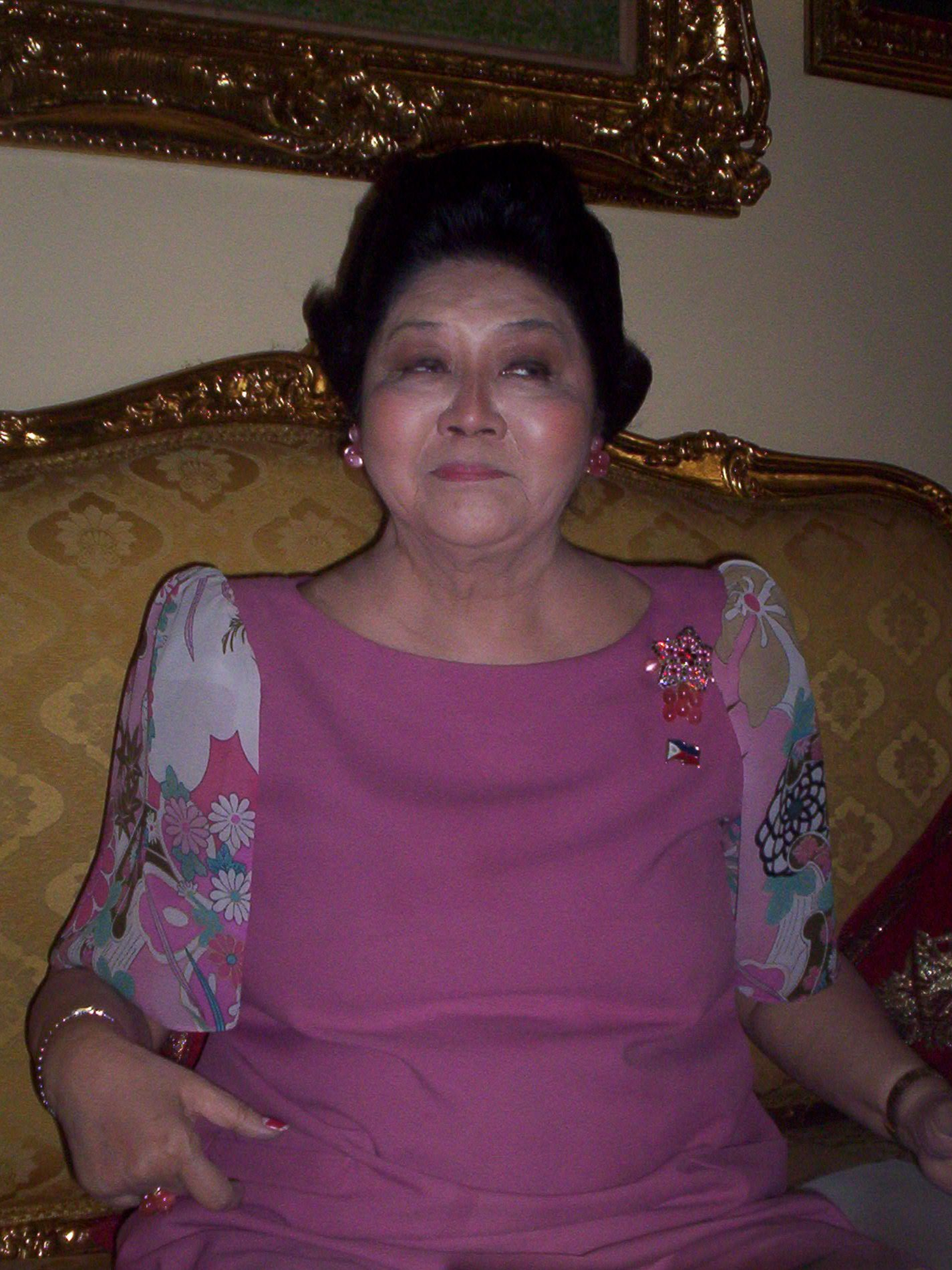
Imelda Marcos in 2008

Begin 1991 boekte de Filipijnse regering op een andere manier wel succes toen het servies van de Marcossen op een veiling het recordbedrag van 4,9 miljoen US$ opbracht. Een dag later werden de kunstwerken van de Marcossen voor een bedrag van 15,4 miljoen US$ verkocht. Het topstuk daarbij was een schilderij van Raphaël, Saint Catherine of Alexandria, dat voor 1,65 miljoen US$ werd gekocht door de Italiaanse overheid.
Sinds die tijd zijn er ook in de Filipijnen tientallen rechtszaken gevoerd tegen Imelda Marcos. De Filipijnse regering slaagde er echter nooit in om voldoende bewijs boven tafel te krijgen voor een veroordeling. Op 10 maart 2008 sprak een rechtbank in Manilla Imelda nog vrij in 32 zaken waarbij sprake zou zijn geweest van illegale geldtransacties van de Filipijnen naar Zwitserse bankrekeningen door de Marcossen tussen 1968 en 1976. Volgens haar advocaat Robert Sison resteerden na de vrijspraak in de 32 zaken nog 10 zaken. Deze zaken zijn alle in behandeling bij het Sandiganbayan, de Filipijnse rechtbank voor corruptiezaken.

### Documentaire en musical
In 2019 verscheen er een documentaire over Imelda, The Kingmaker, van de hand van regisseuse Lauren Greenfield.
In 2010 bracht David Byrne een concept-album uit met het leven van Imelda als thema. De nummers werden vanaf 2012 ook in theaters uitgevoerd, en uiteindelijk kwam in 2023 de musical "Here lies love" tot stand.
- Bibsys: 90543381
- Bibliothèque nationale de France: cb121536210 (data)
- Catàleg d'autoritats de noms i títols de Catalunya: 981058614792406706
- CiNii: DA08332671
- Gemeinsame Normdatei: 122298527
- International Standard Name Identifier: 0000 0001 1497 2036
- Library of Congress Control Number: n50075853
- National Archives and Records Administration: 10582782
- Bibliotheek van het Japanse parlement: 00621064
- Nationale bibliotheek van Australië: 35100523
- Nationale Bibliotheek van Israël: 987007279174205171
- Nederlandse Thesaurus van Auteursnamen: 070727104
- SNAC: w6g164vn
- Système universitaire de documentation: 030038847
- Trove: 826568
- Virtual International Authority File: 113806714
- WorldCat: E39PBJbM37JgPyC9QdvGcm6qcP